# Daratt - La stagione del perdono
Daratt - La stagione del perdono (Daratt) è un film del 2006 scritto e diretto da Mahamat-Saleh Haroun, vincitore del Gran premio della giuria alla 63ª Mostra del Cinema di Venezia.
È stato presentato anche al 27º Festival di cinema africano di Verona.

## Trama
Il quindicenne Atim viene incaricato da suo nonno di portare a termine una vendetta contro l'assassino di suo padre, ma una volta arrivato a N'Djamena Nassara, l'assassino, lo accoglierà come se fosse suo figlio.

## Riconoscimenti
- 2006 - Mostra internazionale d'arte cinematografica di Venezia
  - Leone d'argento